# Paya Tukai
Paya Tukai is een bestuurslaag in het regentschap Aceh Utara van de provincie Atjeh, Indonesië. Paya Tukai telt 584 inwoners (volkstelling 2010).